# Julian Fellowes
Pour les articles homonymes, voir Fellowes.
Julian Fellowes est scénariste, producteur, homme politique et écrivain britannique né le 17 août 1949 au Caire.
Passionné d'arts et d'histoires depuis son enfance, il se lance très tôt dans une carrière artistique en étant acteur puis réalisateur. Il se tourne vers l'écriture en 2001 en signant le scénario du film choral Gosford Park de Robert Altman, qui lui permet de remporter l'Oscar du meilleur scénario original qui traite des rapports entre la classe aristocratique et leurs domestiques.
Il pousse cette thématique à son paroxysme avec deux autres séries qui rencontrent toutes deux d'immenses succès. La première est Downton Abbey (2010-2015) qui est d'abord conçue pour le petit écran avant de connaître une expansion avec trois suites cinématographiques (2019, 2022 et 2025). Tandis que la seconde est The Gilded Age actuellement diffusée sur HBO.

## Biographie

### 1970-1990: débuts tumultueux comme acteur deThe Old CrowdàPlace Vendôme
Julian Fellowes est très tôt attiré par le monde du cinéma. Il y fait ses débuts comme acteur en 1979 en jouant dans deux feuilletons télévisés : The Old Crowd et My Son, My Son. Un an plus tard, il est sélectionné pour jouer le rôle du colonel Von Below dans le téléfilm Le Bunker. Cela lui permet de travailler aux côtés des acteurs Anthony Hopkins et Michael Lonsdale, entre autres. Il enchaîne par la suite avec deux autres projets pour la télévision et, en 1981, il fait partie de la distribution du film Priest of Love qui comporte déjà Ian McKellen, Janet Suzman et Ava Gardner. Le film connaît un modeste succès et permet à Fellowes de lancer définitivement sa carrière. Un an plus tard, il est à l'affiche de cinq feuilletons télévisés, dont The Scarlet Pimpernel (en). En 1985, il retrouve le chemin des studios et tourne sous la direction de Bill L. Norton dans le film fantastique Baby : Le Secret de la légende oubliée. C'est son premier gros film, qui lui permet de travailler avec les studios Silver Screen Partners II et Touchstone Pictures, qui le produisent. Ses partenaires principaux sont Sean Young et William Katt. Le film est un échec au box-office et Fellowes se retrouve à nouveau dans cinq productions pour la télévision.
Au début des années 1990, il travaille à la fois pour le cinéma et pour la télévision. Il débute cette décennie en incarnant Winston Churchill dans le téléfilm The Treaty. Même si ses projets concernent majoritairement la télévision, il joue dans quelques films. Ainsi, en 1993, il retrouve Anthony Hopkins, avec qui il avait travaillé au début de sa carrière, dans Les Ombres du cœur de Richard Attenborough. Le film rencontre un franc succès puisqu'il est récompensé aux Baftas Awards et aux Oscars. Julian Fellowes ne remporte aucune récompense personnellement.
Après le succès de ce film, il renoue avec les séries télévisées : Killing Me Softly, Little Lord Fauntleroy. En 1996, il joue dans le Jane Eyre de Zeffirelli. L'année suivante, il a un rôle dans Regeneration. Le film lui permet de jouer avec Jonathan Pryce. Il apparaît ensuite dans un film d'espionnage, inspiré des péripéties de l'agent James Bond, avec Demain ne meurt jamais. À cette occasion, il joue aux côtés des acteurs Pierce Brosnan, Michelle Yeoh et Judi Dench. Il y retrouve aussi son partenaire de Regeneration, Jonathan Pryce.
C'est également durant le tournage de Demain ne meurt jamais qu'il fait la connaissance de Samantha Bond, qui jouait Miss Moneypenny, et Hugh Bonneville, qui joueront plus tard dans sa série Downton Abbey. Le film connaît un bon accueil. Il partage l'affiche également du film français Place Vendôme de Nicole Garcia aux côtés de Catherine Deneuve, Emmanuelle Seigner et François Berléand. Méconnu dans son pays d'origine, le film récolte en France une multitude de récompenses dont onze nominations aux César suivis d'un prix à la Mostra de Venise pour Catherine Deneuve.

### 1990-2009: premières incursions comme scénariste deLittle Sir NicholasàVictoria: Les Jeunes années d'une Reine
Alors qu'il est encore acteur, Julian Fellowes débute comme scénariste. Ainsi c'est lui qui écrit le script de la série télévisée Little Lord Fauntleroy, inspirée d'un roman de l'écrivaine Frances Hodgson Burnett, et celui de Little Sir Nicholas. Au même moment, il fait la connaissance du réalisateur américain Robert Altman, qui a l'ambition de tourner un film en Angleterre. Il conclut un accord avec Fellowes qui se met activement à travailler à une ébauche de ce que sera Gosford Park. Une fois son scénario terminé, il le fait lire à Robert Altman, qui l'approuve. Pour écrire le script de Gosford Park, Julian Fellowes choisit de s'inspirer du film français La Règle du jeu de Jean Renoir et du roman Le Noël d'Hercule Poirot d'Agatha Christie.
Présent sur le tournage de Gosford Park, il fait la rencontre de Maggie Smith, qui comptera plus tard au casting de sa série Downton Abbey, Kristin Scott Thomas, Emily Watson, Helen Mirren et Eileen Atkins. Il y rencontre également Derek Jacobi et Richard E. Grant. À sa sortie en salle, le film connaît un immense succès qui lui permet de remporter sept nominations aux Oscars. Julian Fellowes remporte l'Oscar du meilleur scénario original. À la fin de la même année, il commence à travailler au brouillon de Downton Abbey.
À la suite de l'immense succès de Gosford Park, Julian décide d'abandonner sa carrière d'acteur de second plan pour se consacrer à l'écriture pour le cinéma. En effet, le réalisateur John McKay (en) lui a confié l'écriture de la comédie romantique Piccadilly Jim (en). C'est à cette occasion qu'il rencontre Hugh Bonneville et Tom Hollander avec qui il collaborera par la suite. À sa sortie en salles aux États-Unis et Angleterre, le film reçoit un bon accueil de la part de la presse et du public. Il n'est pas distribué en Europe continentale. Il rejoint ensuite l'équipe d'écriture du film Vanity Fair : La Foire aux vanités de Mira Nair. En effet, à la demande du réalisateur, il vient épauler les scénaristes Matthew Faulk et Mark Skeet. La même année, il lance sa série d'investigations historiques intitulée Julian Fellowes Investigates: A Most Mysterious Murder (en) et publie son premier roman en tant qu'écrivain, Snobs, qui paraît pour la première fois chez Orion Books (en) et qui connaît un faible succès auprès du public. Il est bien reçu par la presse littéraire. Il faudra attendre dix ans pour que le livre soit réédité et qu'il connaisse le succès en Angleterre et en France, où il est d'abord publié chez JC Latès. Il signe ensuite le livret de l'adaptation musicale de Mary Poppins aux côtés de Richard M. Sherman, pour Broadway et publie un conte pour enfants dans la lignée des livres de A. A Milne et Pamela Lyndon Travers : The Curious Adventures of the Abandonned Toys.
Il écrit et réalise ensuite son premier long-métrage, Separate Lies, qui s'inspire d'un roman de l'auteur britannique Nigel Balchin. Il est très bien accueilli par la presse nationale et étrangère. En France, les magazines comparent la première réalisation de Julian Fellowes aux intrigues d'Agatha Christie et aux films sombres de Woody Allen, en particulier Match Point,. On le retrouve quatre ans plus tard aux commandes d'un second long-métrage comme scénariste et derrière la caméra pour Le Secret de Green Knowe qui s'inspire cette fois d'un roman de jeunesse de l'écrivaine Lucy M. Boston qui participe également au scénario. Le film signe les retrouvailles de Julian Fellowes avec Hugh Bonneville et sa rencontre avec Maggie Smith. C'est également grâce à ce film  qu'il fait la rencontre d'Allen Leech et Harriet Walter qui joueront eux aussi dans la série Downton Abbey.
Ensuite, il écrit et développe en partenariat avec la duchesse d'York, le script du film historique biographique Victoria : Les Jeunes Années d'une reine de Jean-Marc Vallet, avec Emily Blunt dans le rôle de la reine Victoria et  Paul Bettany. Malgré un succès mitigé, le film est nommé aux Oscars et aux Goldens Globes. Son troisième roman, intitulé Passé imparfait, sort ensuite en librairie et reproduit le même schéma que son prédécesseur, Snobs.

### 2010-2016: consécration nationale et internationale deDownton Abbey(série) àDocteur Thorne
En 2010, Gareth Neame, l'un des producteurs du film Gosford Park, et Julian Fellowes annoncent qu'ils vont réaliser une série dans la même veine que le film de Robert Altman. La distribution se compose d'acteurs méconnus parmi lesquels : Hugh Bonneville, Elizabeth McGovern — bien que nommée aux Oscars pour le western de Sergio Leone Il était une fois en Amérique —, Michelle Dockery, Dan Stevens, Penelope Wilton, Jessica Brown Findlay, Jim Carter, et Maggie Smith qui est la seule actrice connue alors. Le 25 septembre 2010, le premier épisode de cette nouvelle série produite par ITV sort sur les ondes britanniques. Elle connaît rapidement un succès considérable atteignant les 9,7 millions de téléspectateurs en moyenne. De plus, la série reçoit de nombreuses nominations aux Goldens Globes et remporte quatre Emmys Awards dont un pour son créateur et un autre pour Maggie Smith. Le succès encourage la chaîne à rempiler pour une seconde saison qui se déroule durant la Grande Guerre. S'ajoutent à la distribution déjà prestigieuse les acteurs Maria Doyle Kennedy, connue pour son rôle dans Outlander, qui joue l'ex-femme de Bates (le valet de Lord Grantham), et Iain Glen, connu pour son rôle dans la série à succès Game of Thrones, qui joue l'un des prétendants de Lady Mary. La seconde saison remporte elle aussi un franc succès puisqu'elle atteint la barre des 11,72 millions de téléspectateurs et reçoit ainsi de nombreuses nominations et récompenses. La même année, Julian Fellowes travaille sur la mini-série Titanic de Jon Jones. Cette mini-série est une commande de la chaîne ITV pour commémorer les 100 ans de la catastrophe. C'est l'occasion pour le créateur de Downton Abbey de travailler en collaboration avec Stephen Campbell Moore qu'il retrouvera par la suite. À nouveau, Julian Fellowes traite du sujet maître et valet, déjà omniprésent dans son œuvre.
La troisième saison de la série à succès Downton Abbey débute le 3 novembre de l'année suivante, et elle voit partir l'actrice Jessica Brown-Findlay ainsi que l'acteur Dan Stevens qui a renoncé à son contrat afin de tourner les films Summer in February et La Belle et la Bête avec Emma Watson et Ewan McGregor. Pour pallier ces absences, Julian choisit de faire mourir les personnages que les deux acteurs incarnent et propose à Shirley MacLaine (alter égo américaine de Lady Violet), Edward Speleers et Lily James de rejoindre la distribution. Malgré ces absences, les scores de la saison restent corrects et elle remporte les Golden Globe de la meilleure mini-série ou du meilleur téléfilm et le Golden Globe de la meilleure actrice dans un second rôle dans une série, une mini-série ou un téléfilm, la meilleure actrice dans un second rôle dans une série, une mini-série ou un téléfilm pour Maggie Smith, tandis que Michelle Dockery qui incarne Lady Mary est également nommée.
Fort de la réussite que remporte sa série, Julian Fellowes réalise un film fantastique et historique inspiré du roman pour enfants Le Secret de Green Knowe. Il retrouve à la production Liz Trubridge et Gareth Neame, qui produisent le long-métrage, et dirige à nouveau à l'écran les acteurs Hugh Bonneville, Maggie Smith et Allen Leech, tandis que les acteurs Carice van Houten, Timothy Spall et Alex Etel complètent la distribution. En Angleterre, le film reçoit un excellent accueil alors qu'en France et dans les autres pays étrangers européen, il sort directement en vidéo.
Il enchaîne avec la quatrième saison de la série Downton Abbey qui prend place en 1924. Elle traite de l'adolescence par le biais du personnage de Lady Rose, le remariage — qui restera son thème récurrent durant les deux autres saisons qui suivront —, le deuil, l'après-deuil, le divorce, la prison, entre autres. Pour cette nouvelle saison, en plus du casting original, Fellowes retrouve Lily James, Shirley McLaine, et compte parmi la distribution Raquel Cassidy, le jeune Ed Speleers, Tom Cullen et Julian Ovenden. L'acteur américain Paul Giamatti connu pour ses prestations dans les films Il faut sauver le soldat Ryan (1998) et  Dans l'ombre de Mary (2013) fait acte de présence pendant l'épisode spécial de la quatrième saison. En effet, il incarne le frère cadet de Cora Grantham (Elizabeth McGovern). La suite de la série rassemble 11,5 millions de téléspectateurs en moyenne par épisode, en Grande-Bretagne.
Au même moment, il collabore à plusieurs projets. Tout d'abord, il écrit le livret de la comédie-musicale School of Rock d'après le long-métrage homonyme, ainsi que le livret de la comédie-musicale Half a Sixpence qui connaissent des succès mineurs en Angleterre. Puis il collabore aux nombreux livres que sa nièce, la romancière et journaliste Jessica Fellowes et son collègue Matthieu Sturgis, écrivent à propos de la série Downton Abbey et en particulier de ses coulisses comme Les Chroniques de Dowton Abbey publié aux éditions Charleston. Un peu plus tard dans l'année, le réalisateur italien Carlo Carlei demande son aide afin qu'ils écrivent le scénario de son adaptation de Roméo et Juliette d'après Shaekspeare et qui comporte Douglas Booth, Hailee Steinfeld dans les rôles respectifs des amants et les acteurs Damian Lewis, Paul Giamatti et Stellan Skarsgård dans des seconds rôles. Le film est bien accueilli par la presse.
L'année suivante sort la cinquième saison de sa série historique, qui connaît à nouveau un grand succès. Très vite, ITV annonce préparer une sixième saison. Au début de l'année suivante, Maggie Smith annonce vouloir quitter la série à deux reprises. Bien vite des rumeurs courent dans la presse, quant à la fin de cette histoire. Elles sont confirmées par le créateur de la série : Julian Fellowes.
Le succès des cinq premières saisons est tel que Julian Fellowes et son équipe ont l'honneur de recevoir, sur le plateau de la série Downton Abbey, la duchesse de Cambridge, Kate Middleton, qui compte parmi les fervents admirateurs de la saga aux côtés de son époux : William de Cambridge, et des personnalités comme Stéphane Bern, Meryl Streep, Katy Perry ou encore George Clooney qui avait pu donner la réplique aux acteurs Hugh Bonneville et Jérémy Piven dans le téléfilm parodique : Le Drôle Noël de Robert librement inspiré d'un roman de Charles Dickens. Ce téléfilm inédit a remporté un franc succès lors de sa diffusion dans le cadre de l'émission Text Santa. En Europe, il reste inédit.
La sixième saison se termine avec l'année 1926 et réunit à nouveau le casting original. En plus de cela s'ajoute : Matthew Goode connu pour sa collaboration avec Woody Allen dans le film : Match Point, Harry Hadden-Paton connu pour avoir collaboré à une autre série britannique : The Crown et le film biographique : La Môme qui l'a révélé. La série arrive à son terme le 25 décembre 2015 en Angleterre sur ITV tandis que le final est diffusé en France le 2 janvier de l'année suivante.
Malgré l’arrêt de la série, des rumeurs circulent quant à un potentiel spin-off ou à une suite. Julian Fellowes qui a alors atteint une consécration nationale et internationale brille encore cette année puisqu'il publie son troisième roman Belgravia qui connaît un grand succès, dont les droits seront plus tard rachetés par la BBC. Il collabore également avec le producteur américain multi-récompensé Harvey Weinstein et son frère à la mini-série Docteur Thorne dont il a écrit le scénario et qu'il a réalisée. Il y retrouve Tom Hollander et fait jouer devant sa caméra les actrices Stefanie Martini, Alison Brie — connue pour son rôle dans la série Mad Men — et l'acteur Ian McShane.
La mini-série rencontre un succès modéré car, selon la presse, elle recopie trop le schéma de Downton Abbey. Elle reste inédite dans les pays francophones, tout en étant disponible par Netflix.

### 2017-2019: pause au cinéma et début en politique deLa Maison biscornueau filmDownton Abbey
Malgré la fin de sa série à succès Downton Abbey et le succès en demi-teinte rencontré par son adaptation de Docteur Thorne, Julian reste dans le paysage médiatique et cinématographique. En effet, il annonce avoir plusieurs nouveaux projets pour la télévision en cours : une série sur la vie de la famille Rothschild intitulée : The Fives Arrows et une seconde sur la naissance du football intitulée : The English Game. Cette dernière serait composée de six épisodes et serait produite par et pour la plateforme américaine de streaming à la demande Netflix.
En 2017, la BBC et ITV annoncent vouloir adapter son troisième roman Belgravia pour la télévision. Ce roman a connu un grand succès en Angleterre puis dans d'autres pays d'Europe, puis aux États-Unis où le livre est devenu un best-seller. Julian accepte à la condition d'adapter lui-même son roman. Dans le même temps, HBO lui propose de produire sa nouvelle série : The Gilded Age. Tandis que les rumeurs sur la suite de Downton Abbey au cinéma vont bon train, alimentées également par les dires de certains acteurs comme Joanne Frogatt ou Phillis Logan qui incarnait la gouvernante de Downton Abbey.
Avec la fin de sa série sur l'aristocratie, il est fait pair à vie par la reine Élisabeth II devenant ainsi Baron Fellowes du West Stafford et siégeant à la Chambre des lords. Ce qui fait qu'il doit jongler entre la politique du pays et ses fonctions de scénariste. S'il est moins présent dans le domaine cinématographique, il écrit le scénario du film La Maison biscornue de Gilles Paquet-Brenner d'après un roman d'Agatha Christie. Ce projet lui donne l'occasion de retrouver l'actrice Stefanie Martini et de travailler avec l'actrice Glenn Close ainsi qu'avec les acteurs Max Irons (fils de l'acteur oscarisé : Jeremy Irons), l'actrice américaine Christina Hendricks (connue pour son rôle dans la série Mad Men) et l'actrice Gillian Anderson. Le film, produit par la BBC et distribué par Sony Pictures, reçoit de belles critiques.
Un an plus tard, il écrit et produit le film biographique : The Chaperone qui signe le début de sa collaboration avec le réalisateur Michael Engler et ses retrouvailles avec Elizabeth McGovern qui partage l'affiche face à la jeune Haley Lu Richardson incarnant l'actrice Louise Brooks. Le film sort en Angleterre et aux États-Unis ou il fait un bon score et reçoit des critiques favorables. Après quatre années d'écriture, la suite cinématographique Downton Abbey est mise en tournage. Ce nouveau chapitre des aventures de la famille Crawley, réunit le casting original avec la présence de Maggie Smith et d'Hugh Bonneville notamment. Il accueille aussi des nouveaux : Imelda Staunton la femme de Jim Carter alias Carter, et qui avait déjà joué avec Maggie Smith dans la saga Harry Potter, Kate Philipps et Tuppence Middleton qui avaient joué ensemble dans Guerre et Paix. Le film s'inspire d'un fait réel, mettant en scène la venue du roi George V et la reine Mary dans le palace anglais.
Ce nouveau chapitre reçoit des critiques dithyrambiques autant dans les pays anglo-saxons et américains qu'en Europe. En France, les critiques sont pour la plupart excellentes, même si le succès auprès du public est moindre. Des rumeurs courrent quant à la participation du film à la 92e Cérémonie des Oscars.
Dans le même temps, Julian révèle le casting de sa série pour HBO : The Gilded Age (studios à succès ayant produit les séries Game of Thrones et Big Littles Lies). La distribution se compose majoritairement d'acteurs et d'actrices américaines dont Christine Baranski la partenaire de l'actrice Meryl Streep dans les comédies musicales Mamma Mia ! et sa suite, l'actrice : Cynthia Nixon ou Amanda Peet,. Quelques mois plus tard, ITV révèle la première bande annonce de la mini-série : Belgravia qui comprend au casting : Harriet Walter, qui est une habituée des projets de Julian Fellowes, Tom Wilkinson, l'actrice Ella Purnell connue pour ses rôles dans les blockbusters Maléfique et Miss Peregrine et les enfants particuliers, et enfin Richard Goulding (en),.
Vers la fin du mois de décembre 2019 de nombreuses rumeurs circulent quant à une suite au film : Downton Abbey. Le producteur, Gareth Neame, et Julian Fellowes confirment immédiatement cette nouvelle, annonçant également avoir quelques idées quant aux sujets.Ces informations sont ensuite relayées par certains membres du casting dont Allen Leech qui confirme au Huffington Post qu'il y a vraiment un gros potentiel pour que la série éponyme deviennent une franchise. Tous évoquent le départ définitif de l'actrice Maggie Smith.
Au cours du mois : le succès du film ne fait que se confirmer avec de nouvelles rumeurs. Selon certains experts, Downton Abbey remplacerait le film musical Cats de Tom Hooper aux prochains Oscars suite au flop critique et commercial de ce dernier. Ces rumeurs sont amplifiées par une possible candidature du long-métrage aux Emmys Awards et Baftas alors que Downton Abbey n'a reçu aucune nomination aux Golden Globes contrairement à son rival musical.
À la fin de l'année, le long-métrage est nommé à deux reprises aux Critics' Choice Movie Awards dans les sections « Meilleurs costumes » et « Meilleure direction artistique » et ne remporte aucun prix. Contrairement aux rumeurs évoquées plus haut, le long-métrage Downton Abbey ne fait finalement pas partie de la liste des nominations aux Oscars pas plus que Cats qu'il devait remplacer. Le long-métrage a engrangé 192 millions de dollars pour un budget initial aux alentours de 13 à 20 millions de dollars faisant de cette suite l'un des plus gros succès de l'année 2019.

### 2020 - 2025: retour au cinéma et à la télévision depuisThe Gilded Age
Au début de la nouvelle décennie, Julian Fellowes annonce qu'il signera la suite du film Downton Abbey (lui-même est la suite directe de la série du même nom) après qu'il eut tourné sa nouvelle série pour HBO : The Gilded Age dont la sortie est prévue pour la fin d'année. Cela signe le retour de la distribution d'origine dont le retour de Tuppence Middleton et Imelda Staunton. À ce moment la question du retour de l'actrice : Maggie Smith dans le rôle de Lady Violet reste en suspens. Selon les premières rumeurs la sortie serait prévue pour 2022/2023.
Un mois plus tard, Julian est annoncé pour l'écriture du film d'animation Le Vent dans les saules, pour le grand écran. Ce nouveau projet pour le cinéma lui permet de travailler avec le producteur et réalisateur Gerald R. Molen mais également avec le producteur Peter Jackson, dont la société produira le long-métrage. Ce dernier est connu pour être un fréquent collaborateur des réalisateurs Ridley Scott et Steven Spielberg. C'est également la seconde fois que Lord Julian Fellowes adapte ce roman de Kenneth Grahame. En effet, il l'avait déjà adapté pour les planches de Broadway et de West End en 2016 sous le titre : La Mare aux grenouilles..
Courant février, des rumeurs annoncent Jeanne Tripplehorn au casting de la nouvelle série de Julian Fellowes. Ces rumeurs sont confirmées par l'actrice comme par le scénariste. Ce dernier confiant dans un entretien être en train d'écrire les scripts de sa série pour HBO : The Gilded Age ainsi que de réfléchir à la suite du film Downton Abbey. Julian Fellowes confirmant qu'une suite au cinéma ne signifierait pas un retour de la série à la télévision et que les films complètent la série, donc qu'il n'y aurait pas de septième saison à la série éponyme.
Durant la pandémie mondiale, les premières rumeurs concernant une suite commencent à courir. Elles sont très vite confirmées par Jim Carter, interprète de Monsieur Carson dans la série et sa première suite, au cinéma. En avril de l'année suivante : Downton Abbey 2 est annoncée en grande pompe pour décembre 2021, sous la houlette du metteur en scène et réalisateur Simon Curtis, (réalisateur du biopic My Week with Marilyn) qui succède alors à Michael Engler. La plupart des membres de la distribution et du premier film sont confirmés, auxquels s'ajoutent l'actrice française Nathalie Baye et les acteurs Hugh Dancy, Dominic West et Laura Haddock, ainsi que le retour surprise de Jonathan Coy dans le rôle de George Murray,.
Fin janvier 2022, la plateforme HBO révèle la première saison de sa nouvelle série, The Gilded Age. Malgré quelques critiques négatives, cette nouvelle création est très bien accueillie par l'ensemble de la presse nationale et internationale. La plupart des spécialistes louent la reconstitution historique, le choix des acteurs, en particulier celui de Christine Baranski, ainsi et surtout que l'écriture fine et ciselée du scénariste.
Depuis 2025 : Conclusion à Downton Abbey et nouveaux horizons
En 2025, il met un point final à sa saga Downton Abbey avec une troisième suite cinématographique. Le film est à nouveau porté par une partie de la distribution originale composée de Hugh Bonneville, Michelle Dockery et aussi Paul Giamatti apparu lors de la saison 4, mais sans Maggie Smith, décédée un an plus tôt.
En parallèle, Julian Fellowes dévoile la troisième saison de The Gilded Age, son autre série à succès.

## Filmographie

### Comme acteur

#### Années 1970
- 1977 : Le Cercle infernal (The Haunting of Julia) de Richard Loncraine : assistant bibliothécaire
- 1979 : The Old Crowd (téléfilm)
- 1979 : My Son, My Son (feuilleton télévisé)

#### Années 1980
- 1981 : Le Bunker (The Bunker) de George Schaefer (téléfilm) : col. von Below
- 1981 : Peter and Paul (téléfilm) : Nero
- 1981 : Maybury (série télévisée) : Vernon Price (unknown episodes)
- 1981 : Priest of Love : Barbara's Fiancé
- 1982 : S.O.S. (Hotline) (téléfilm) : Leo
- 1982 : The Scarlet Pimpernel (en) (série télévisée) : The Prince Regent
- 1983 : The Old Men at the Zoo (feuilleton télévisé) : Hales
- 1983 : Rita Hayworth: The Love Goddess (téléfilm) : Aly Khan's Chauffeur
- 1984 : Swallows and Amazons Forever!: Coot Club (téléfilm) : Jerry (Hullabaloo)
- 1984 : Cold Warrior (feuilleton télévisé) : Malcolm Russell
- 1985 : Baby: Le secret de la légende oubliée (Baby: Secret of the Lost Legend) : Nigel Jenkins
- 1985 : Florence Nightingale (téléfilm) : Charles
- 1986 : Seal Morning (série télévisée) : Parish Priest
- 1986 : Lord Elgin and Some Stones of No Value (téléfilm) : Rev. Philip Hunt / Richard
- 1989 : Fellow Traveller (téléfilm) : D'Arcy
- 1989 : Ian Flemming ou les mémoires d'un espion (GoldenEye) (téléfilm) : Noel Coward

#### Années 1990
- 1991 : The Treaty (téléfilm) : Winston Churchill
- 1991 : For the Greater Good (série télévisée) : Neville Marsham
- 1992 : Le Pouvoir et la haine (To Be the Best) (téléfilm) : Dennis
- 1992 : Fatale (Damage) : Donald Lyndsay, MP
- 1993 : Sharpe (série télévisée), épisode Sharpe's Rifles : major Dunnett
- 1993 : Les Ombres du cœur (Shadowlands) : Desmond Arding
- 1994 : Sherwood's Travels
- 1994 : A Very Open Prison (téléfilm)
- 1994 : Martin Chuzzlewit (feuilleton télévisé) : Dr Jobling
- 1995 : Little Lord Fauntleroy (feuilleton télévisé) : Wuden
- 1995 : Killing Me Softly (téléfilm) : Prosecution QC
- 1995 : The Final Cut (mini-série) : Sir Henry Ponsonby
- 1996 : Crossing the Floor (téléfilm) : Sir Mortimer Fawkes
- 1996 : Our Friends in the North (feuilleton télévisé) : Claud Seabrook MP
- 1996 : Jane Eyre : Colonel Dent
- 1996 : Sharpe's Regiment (série télévisée) : Prince Regent
- 1997 : Savage Hearts : Bishop
- 1997 : Regeneration : Timmons
- 1997 : Demain ne meurt jamais (Tomorrow Never Dies) : Minister of Defence
- 1998 : Place Vendôme : Wajman
- 1999 : Aristocrats (feuilleton télévisé) : duc de Richmond
- 1999 : Shergar : Chambers

#### Années 2000
- 2000 : Dirty Tricks (téléfilm) : Prosecution Counsel

### Comme scénariste

#### Cinéma
- 2001 : Gosford Park de Robert Altman
- 2004 : Piccadilly Jim (en) de John McKay (en).
- 2004 : Vanity fair, la foire aux vanités (Vanity Fair) de  Mira Nair
- 2005 : Separate Lies de lui-même
- 2009 : Victoria : Les Jeunes Années d'une reine (The Young Victoria) de Jean-Marc Vallée
- 2009 : Le Secret de Green Knowe (From time to time) de lui-même
- 2011 : The Tourist de Florian Henckel von Donnersmarck
- 2013 : Roméo et Juliette de Carlo Carlei (également coproducteur)
- 2017 : La Maison biscornue (Crooked House)  de Gilles Paquet-Brenner
- 2018 : The Chaperone de  Michael Engler
- 2019 : Downton Abbey de Michael Engler (également coproducteur)
- 2021 : Downton Abbey 2 : Une nouvelle ère de Simon Curtis (également coproducteur)
- 2025 : Downton Abbey 3 de Simon Curtis (également coproducteur)

#### Télévision

##### Séries télévisées
- 2010-2016 : Downton Abbey (également coproducteur)
- Depuis 2022 : The Gilded Age (également coproducteur)

##### Mini-série
- 1990 : Little Sir Nicholas
- 1995 : Le Petit Lord Fauntleroy (Little Lord Fauntleroy)
- 2004 : Julian Fellowes Investigates: A Most Mysterious Murder
- 2012 : Titanic
- 2016 : Docteur Thorne (Docteur Thorne)
- 2020 : The English Game
- 2020 : Belgravia

en préparation
- 2023 : The Fives Arrows

### Comme producteur
- 1983 : A Married Man (mini-série)
- 1996 : Le Prince et le pauvre (The Prince and the Pauper) (mini-série)
- 2001 : Gosford Park
- 2010-2015 : Downton Abbey (série télévisée)
- 2016 : Docteur Thorne (mini-série)
- 2025 : Downton Abbey 3 de Simon Curtis

### Comme réalisateur
- 2005 : Separate Lies
- 2009 : Le Secret de Green Knowe (From time to time)
- 2016 : Docteur Thorne (également producteur et scénariste)

## Comédies musicales
Julian Fellowes est également metteur en scène et scénariste de livrets de comédies musicales pour Broadway.
- 2004 : Mary Poppins (d'après le film homonyme et le livre "Mary Poppins" de P.L Travers - mise en scène et écriture du livret)
- 2015 : School of Rock (d'après le film homonyme - écriture du livret uniquement)
- 2016 : Half a Sixpence (d'après un livre de H. G. Wells - écriture du livret uniquement)
- 2016 : La Mare aux grenouilles (The Wind in the Willows) (d'après le livre de Kenneth Grahame et le film d'animation homonyme) (metteur en scène et écriture du livret)

## Publications

### Romans
- 2004 : Snobs
- 2007 : The Curious Adventures of the Abandonned Toys
- 2009 : Passé imparfait (Past Imperfect) trad. de Jean Szlamowicz, Paris, Sonatine Éditions, 2014, p. 512,  (ISBN 978-2-35584-245-0)
- 2016 : Belgravia, Orion Publishing Group, Londres, p. 416, (ISBN 978-1455541164) ; trad. de Carole Delporte et Valérie Rosier, Paris, Éditions Jean-Claude Lattès, 2016, p. 480,  (ISBN 978-2-286-13432-7)

### Ouvrages en rapport avec l'univers deDownton Abbey

#### Préface et conseillers
- 2013 : Behind the scene of Downton Abbey de Emma Rowley, Editions HarperCollins, 2013
- 2014 : Le Monde de Downton Abbey (The World of Downton Abbey) de Jessica Fellowes et Matthieu Sturgis, Editions Charleston, 2014
- 2015 : Les Chroniques de Dowton Abbey (The Cronicles of Downton Abbey ) de Jessica Fellowes et Matthieu Sturgis, Editions Charleston,2015
- 2019 : La Cuisine de Downton Abbey : les recettes officielles de Emma Mariott, Editions Marabount,2019 (préface)
- 2019 : Downton Abbey-The Official Film Companion de Emma Mariott, Editions HarperCollins, 2015
- 2019 : Le Livre des Cocktails de Downton Abbey de Emma Mariott, Editions Marabount,2019

#### Scripts
- 2013 : Downton Abbey-The Complete Script Book-Season 1, Editions HarperCollins, 2013
- 2013 : Downton Abbey-The Complete Script Book-Season 2, Editions HarperCollins, 2013
- 2015 : Downton Abbey-The Complete Script Book-Season 3, Editions HarperCollins,

## Distinctions

### Récompenses
- Oscars 2002 : meilleur scénario original pour Gosford Park
- Primetime Emmy Awards 2011 : meilleur scénario pour une mini-série ou un téléfilm pour Downton Abbey

### Nominations
- Primetime Emmy Awards 2012 : meilleur scénario pour une série télévisée dramatique pour Downton Abbey
- Producers Guild of America Awards 2013 : meilleur producteur pour une série télévisée dramatique pour Downton Abbey
- Primetime Emmy Awards 2024 : meilleure série télévisée dramatique pour The Gilded Age